# Caradrina distincta
Caradrina distincta là một loài bướm đêm trong họ Noctuidae.